# Gentleman's Fate
Gentleman's Fate is een Amerikaanse dramafilm uit 1931 onder regie van Mervyn LeRoy.

## Verhaal
Giacomo Tomasulo heeft zijn oog laten vallen op de onbereikbare, aantrekkelijke Marjorie Channing. Op de dag van zijn verloving met Marjorie komt hij erachter dat zijn dood gewaande vader Francesco nog leeft en op sterven ligt. Francesco wil hem nu bij zich hebben om zijn erfenis te verdelen tussen hem en zijn broer Frank.

## Rolverdeling
| Acteur        | Personage                      |
| ------------- | ------------------------------ |
| John Gilbert  | Giacomo Tomasulo / Jack Thomas |
| Louis Wolheim | Frank Tomasulo                 |
| Leila Hyams   | Marjorie Channing              |
| Anita Page    | Ruth Corrigan                  |
| Marie Prevost | Mabel                          |
| John Miljan   | Florio                         |
| George Cooper | Mike                           |
| Ferike Boros  | Angela                         |
| Ralph Ince    | Dante                          |
| Frank Reicher | Papa Francesco Tomasulo        |
| Paul Porcasi  | Papa Mario Giovanni            |
| Tenen Holtz   | Tony                           |